# Анатолій Дністровий
Анато́лій Дністрови́й (справжнє ім'я Анатолій Олександрович Астаф'єв; нар. 30 липня 1974, Тернопіль) — український есеїст, прозаїк, поет, художник.

## Біографія і творчість
Анатолій Дністровий народився 30 липня 1974 року у місті Тернопіль. Син поета і літературознавця, професора, доктора філологічних наук Олександра Астаф'єва. Засновник і учасник літературної групи «Друзі Еліота» (1993—1996). Входив до Асоціації українських письменників (з 1998 до 2017 року, вийшов за власним бажанням).
Член Українського ПЕН.
Навчався в середній школі № 20 м. Тернопіль. Там же закінчив професійно-технічне училище № 2 (1991), історико-філологічний факультет Ніжинського педагогічного університету імені Миколи Гоголя (1997) та аспірантуру на кафедрі філософії Київського національного аграрного університету (2000). На філософському факультеті Київського національного університету імені Тараса Шевченка захистив дисертацію, присвячену розумінню історії представниками українського радикального націоналізму (2000). Кандидат філософських наук (2001).
У різні роки викладав в Національному аграрному університеті (асистент кафедри філософії, 1997—2000), Київському національному університеті ім. Тарас Шевченка (гостьовий доцент Інституту філології, 2003—2004, 2013—2014), Університеті Масарика (читав спецкурс на українознавчому відділення; Брно, 2021). Працював у Національному інституті стратегічних досліджень (відділ етнополітики, заступник керівника відділу, 2001—2005; відділ гуманітарної політики, керівник сектору культурологічних досліджень, 2013—2015), аналітиком і спічрайтером у політичних проєктах, у журналі «Український тиждень» (керівник спецпроєктів, редактор культури, 2009—2011), піар-директором видавництва «Грані-Т» (2011—2012).
Анатолій Дністровий працює на межі контркультури та міської прози з виразною соціальною та психологічною складовою. Останнім романам притаманна посилена есеїстичність. Дністровий став відомим передусім своєю молодіжною трилогією — романи «Місто уповільненої дії» (2003, друге видання — 2021), «Пацики» (2005, друге видання — 2011, третє видання — 2020), «Тибет на восьмому поверсі» (2005, друге видання — 2013). Не меншої популярності набув його роман «Дрозофіла над томом Канта» (2010). Мовна амплітуда прози Дністрового (кримінальне арґо, молодіжний сленг) були широко використані в укладанні низки лінгвістичних словників, зокрема професором, доктором філологічних наук, Лесею Ставицькою («Короткий словник жаргонної лексики української мови», Київ: Критика, 2003, «Українська мова без табу: словник нецензурної лексики та її відповідників», Київ: Критика, 2008).
Іншими складовими творчості є поетичний доробок (найвдалішою критики відзначають верліброву частину, експериментування з ретроурбанізмом та культурною пам'яттю; збірки «Покинуті міста», 2004; «Черепаха Чарльза Дарвіна», 2015) і чималий корпус есеїстики, ключовими лініями якої переважно є літературознавство і філософія творчості (книги «Автономія Орфея», «Письмо з околиці»), політико-філософська публіцистика на есеї про ліберальну демократію (книга «Злами й консенсус»), націоналізм.
Дністровий перекладав із німецької, чеської, білоруської мов (Георг Тракль, Йозеф Вайнгебер, Пауль Целан, Готфрід Бенн, Гергард Фріч, Вітезслав Незвал, Алесь Рязанов). Окремі поетичні та есеїстичні твори Дністрового перекладали англійською, італійською, чеською, словацькою, польською, сербською, німецькою, вірменською, білоруською та російською мовами.
Як співавтор брав участь у розробці та написанні низки прогнозно-аналітичних документів Національного інституту стратегічних досліджень: аналітичних доповідей «Проблеми та пріоритети модернізації української культурної політики» (Київ: НІСД, 2014), «Україна та проект „Русского мира“» (Київ: НІСД, 2014), «Системна криза в Україні: передумови, ризики, шляхи подолання» (Київ: НІСД, 2014), колективної монографії «Донбас і Крим: ціна повернення» за редакції В.Горбуліна (Київ: НІСД, 2015).
У 2015—2016 роках очолював аналітичну групу Голови Верховної Ради України, в 2017—2019 роках учасник урядової піар-кампанії (спічрайтінг, інформаційна аналітика).
У 2013 році дебютував як художник, спершу викладаючи на своїй сторінці у Facebook фотографії картин, а згодом роблячи персональні виставки.
На платформі YouTube має персональний канал «Анатолій Дністровий».
Серед особистих зацікавлень письменника є світова поезія, антисистемна філософія, соціологія, рибальство, вестерни, живопис.
У травні 2022 року долучився до Сил оборони України. Офіцер.

## Видання, публікації

### Поетичні збірки
- «Проповідь до магми» (Київ: Гранослов, 1998)
- «На смерть Кліо» (Київ: Смолоскип, 1999)
- «Спостереження» (Київ: Нова деґенерація, 1999)
- «Жовта імла» (Донецьк: Норд-пресс, 2001)
- «Покинуті міста» (Хмельницький — Київ, 2004)
- «Хроніка друкарської машинки» (Луцьк: ПВД «Твердиня», 2009)
- «Черепаха Чарльза Дарвіна: Вибрані поезії, поеми, переклади, есеї» (Чернівці: Книги-XXI", 2015)
- «Гармидер у Дніпрі. Вірші для дітей» (Чернівці: Чорні вівці, 2015)
- «Чорна п'ятниця. Вірші» (Львів: Піраміда, 2022)
- «Дні тривог» (Київ: Віхола, 2023)
- «Гармидер у Дніпрі. Вірші для дітей» (друге видання — Тернопіль: Богдан, 2025)
- «Гармидер у Чорному морі. Вірші для дітей» (Тернопіль: Богдан, 2025)
- «Гармидер в акваріумі. Вірші для дітей» (Тернопіль: Богдан, 2025)

### Проза: романи, оповідання, повісті
- «Невідомий за вікном», роман (Київ: Факт, 2001)
- «Місто уповільненої дії», роман (Київ: Факт, 2003; друге видання — Київ: Видавництво Жупанського, 2021, серія «Альтернатива»).
- «Пацики: конкретний роман» (Київ: Факт, 2005; друге видання — Львів: Піраміда, серія «Приватна колекція», 2011; третє видання — Київ: Видавництво Жупанського, 2020, серія «Альтернатива»)
- «Дрозофіла над томом Канта», роман (Львів: Піраміда, 2010; друге видання — Київ: Віхола, 2025)
- «Тибет на восьмому поверсі», роман (попередня назва — «Патетичний блуд»: Харків: Фоліо, 2004; друге видання — Львів: Піраміда, серія «Приватна колекція» 2013; третє видання — Київ: Видавництво Жупанського, 2023, серія «Альтернатива»)
- «Сніданок на снігу», роман, оповідання (Харків: Клуб сімейного дозвілля 2014); друге видання роману — «У сніговому полоні» (Брустури: Discursus, 2024)
- Anatolij Dnistrovyj. Štyri príbehy o viere, irónii a zúfalstve (Brno: Vĕtrné mlýny, 2015; словацькою мовою, книжкова серія літературного фестивалю МАČ-2015)
- «Б-52», роман (Київ: Академія, 2019; друге видання — Київ, Віхола, 2025); чеський переклад — Brno: Vĕtrné mlýny, 2021
- «Сіра Пейна» (Київ: Віхола, 2023)
- «Привиди» (Київ: Віхола, 2024)
- «Перший кий Будича. Новели та оповідання» (Київ: Віхола, 2024)

### Книги есеїв та нонфікшн
- «Автономія Орфея: варіації на теми поетичної творчості і навколо неї» (Харків: Акта, 2008)
- «Злами й консенсус: шість есе на захист ліберальної демократії у перехідних умовах» (Харків: Акта, 2008)
- «Письмо з околиці: статті й есе» (Київ: Грані-Т, 2010)
- «Глобус Карла Маркса: есеї з соціальної та політичної критики» (Львів: Піраміда, 2015)
- «Розмови з інтелектуалами: інтерв'ю ідей» (Київ: Комубук, 2022)
- «Битва за життя: воєнний щоденник 2022 року» (Харків: Vivat, 2024)
- «Паноптикум: політика. Вибрані статті та есеї» (Київ: Yakaboo Publishing, 2024)
- «Паноптикум: література. Вибрані статті та есеї» (Київ: Yakaboo Publishing, 2024)

### Передмови
- Anatolij Dnistrovyj. Pagine della biblioteka post-Čornobyl’ (передмова). Made in Ukraine. 9 poeti ucraini d'oggi // traduzione di Paolo Galvagni. — Pesaro: Thauma Edizioni, 2013 (collana poetica internazionale: n. 6 Ucraina)
- «Територія Петра Яценка» (передмова) // Петро Яценко. Короткий путівник з галицького сексу. — Львів: Піраміда, 2015. — 168 с.
- «Автономія парадоксу. Про творчість Паскаля Брюкнера» (передмова) // Паскаль Брюкнер. Парадокс любові (Київ: Грані-Т, 2012)
- «Слово про Сьорана» (передмова) // Сьоран (Еміль Чоран). Допінґ духу. Есеї (Київ: Грані-Т, 2011)
- «Актуальність тривоги Мальте» (передмова) // Райнер Марія Рільке. Нотатки Мальте Ляврідса Бриґґе. Роман (Київ: Грані-Т, 2010)

### Твори поза книгами
- «Біла дівчинка (оповідання)». Декамерон: 10 українських прозаїків останніх десяти років (Харків: Клуб сімейного дозвілля, 2010)
- «Учитель: П'єса на одну дію» У чеканні театру: Антологія молодої драматургії (Київ: Смолоскип, 1998)
- «Друзі Еліота: Анатолій Дністровий». Українські літературні школи та групи 60-90-х рр. XX ст. (Львів: Піраміда (серія «Приватна колекція», 2009)
- «Дві новели» [Текст] / А. Дністровий // Березіль: Літературно-художній та громадсько-політичний журнал Національної Спілки письменників України. — 2004. — N12. — С. 17-24

### Окремі публікації
- Дністровий А. «Езра Павнд, або Межі інтелектуальної поезії». Молода нація, 1999, ч. 10.
- Дністровий А. «Археологія етнічної пам'яті». Критика, 2000, № 6.
- Дністровий А. «Постмодерністські» уроки Володимира Винниченка: роман «Поклади золота». Молода нація, 1997, № 11.
- Дністровий А. «Пошанування авантюрництва». Критика, 2000, № 12.
- Дністровий А. «Поезія і містика». Література плюс, 2001, № 26.
- Дністровий А. «Поезія юрського періоду». Література плюс, 2001, № 27
- Дністровий А. «Берклі і творча уява». Кальміюс, 2001, № 4.
- Дністровий А. Партизани глобалізації // Український тиждень, 23 вересня, 2010:  [Архівовано 13 грудня 2011 у Wayback Machine.]
- Дністровий А. Анти-Колумб, або земля не кругла! // Український тиждень, 13.09.2010: [недоступне посилання з червня 2019]
- Дністровий А. Олігаршизм versus фашизм // Український тиждень, 26.07.2010: [недоступне посилання з червня 2019]
- Дністровий А. Творець і «пантофля папи» // Український тиждень, 24 грудня, 2010:  [Архівовано 11 грудня 2011 у Wayback Machine.]
- Дністровий А. Капіталізм і глобалізація (від модерної до постсучасної нерівності) // Historians.in.ua, 12 березня 2012:  [Архівовано 15 грудня 2014 у Wayback Machine.]
- Дністровий А. Глобус імені Карла Маркса (модерний марксизм і глобалізація: контури прогнозування) // Historians.in.ua, 02 квітня 2012:  [Архівовано 27 грудня 2013 у Wayback Machine.]
- Дністровий А. Бультер'єр громадянського суспільства (публічна лекція) // Historians.in.ua, 27 серпня 2012:  [Архівовано 12 березня 2016 у Wayback Machine.]
- Центрально-східний Євросоюз: проект Mitteleuropa [Архівовано 6 листопада 2019 у Wayback Machine.]

## Живопис

### Персональні виставки
- «Папір: роботи при свічках»: Простір PEN Ukraine, 11 травня - 30 червня 2023
- «Бездомні краєвиди»: Галерея «Бункермуз», Тернопіль, 2 — 22 травня 2019
- «До горизонтів. Живопис. Графіка»: Галерея «AVS-art», Київ, 2 — 19 квітня 2019
- «Письменники з пензлем» (Христина Венгринюк, Анатолій Дністровий, Юлія Косівчук). Найкраща кав"ярня на розі Сковороди, Чернівці, лютий 2015
- «Ірреальні пейзажі»: Національний музей Тараса Шевченка, Київ, 23 вересня — 5 жовтня 2014
- «Малий формат»: Культурний центр видавництва «Смолоскип», Київ, травень 2014
- «Допінг духу»: FREUD HOUSE cafe art club, Київ, квітень 2014

## Премії, відзнаки
- 1996 — лауреат літературно-музичного фестивалю «Лір».
- 1997 — лауреат міжнародного літературного конкурсу «Гранослов» (збірка віршів «Проповідь до магми»).
- 1998 — лауреат видавництва «Смолоскип» (поетична книга «На смерть Кліо»).
- 2000 — третя премія видавництва «Смолоскип» за збірку есе «Поезія і цивілізація» (див.: АРТперехрестя // Україна. — 2000. — № 6. — С. 45).
- 2005 — роман «Пацики» увійшов у десятку найкращих за версією інтернет-опитування Книги року ВВС-2005 та «Книга року» у 2005-му.
- 2010 — фіналіст Книги року ВВС-2010 (роман «Дрозофіла над томом Канта»).
- 2010 — «Дрозофіла над томом Канта» — найкращий роман року (інтернет-голосування порталу «Буквоїд»:  [Архівовано 13 травня 2012 у Wayback Machine.]).
- 2019 — роман «Б-52» — персональна відзнака голови Форуму видавців у Львові 2019 року.
- 2021 — роман "Пацики" увійшов у ТОП-100 найкращих романів і повістей української літератури від Пантелеймона Куліша до сьогодення (за версією Українського ПЕН та The Ukrainians).
- 2022 — нагрудний знак "За збережене життя" від Головнокомандувача Валерія Залужного.
- 2023 — нагрудний знак "За зразкову службу" Міністерства оборони України.
- 2024 — роман "Пацики" увійшов у ТОП-15 кращих книжок української літератури ХХІ століття (за версією каналу "Шалені авторки").
- 2024 — медаль Ради національної безпеки й оборони України ІІІ ст.
- 2025 — медаль Ради національної безпеки й оборони України ІІ ст.
- 2025 — оповідання "Друге пришестя Савонароли" увійшло до збірки "Українська сучасна проза: 25 найкращих оповідань".

### Медійний проєкт Дністрового: «Діалоги» з інтелектуалами та митцями
- «Українська історія має сенс у вимірі європейської історії» (розмова з істориком Романом Шпорлюком). Надруковано на порталі Український тиждень, 01.06.2010:  [Архівовано 12 грудня 2011 у Wayback Machine.]
- «Оберегти творчу свободу людини» (розмова з релігійним філософом Мирославом Мариновичем). Надруковано на порталі «Український тиждень», 07.10.2010:
- «Мислити як вільні люди» (розмова з істориком літератури Леонідом Ушкаловим). Надруковано в журналі «Український тиждень», 15 березня, 2011:  [Архівовано 28 квітня 2011 у Wayback Machine.]
- «Мудрість ретроспекції» (розмова з істориком Андреа Ґраціозі): Український тиждень, № 3, 21-27 січня 2011.
- «Блажен Господь, бо геєну сотворив» (розмова з поетом Василем Герасим'юком). Надруковано в газеті «Література плюс», № 2 (27), квітень 2001.
- «Переборення депресивного синдрому» (розмова з поетом Віктором Небораком). Оприлюдено на порталі «Український тиждень», 12.10.2010:
- «Нескорений романтик» (розмова з актором Григорієм Гладієм). Надруковано в журналі «Український Тиждень», № 41 (154) 08.10.2010:
- «Дякувати за літературу — це дуже багато» (розмова з письменницею Дзвінкою Матіяш). Надруковано у часописі «Книжковий клуб плюс», № 5 (39), 2005.
- «Громадянська поезія цілком може відродитися» (розмова з письменником Іваном Андрусяком). Опубліковано на порталі «Український тиждень», 01.10.2010:
- «У політику прийшли люди з мертвими обличчями» (розмова з письменницею Ларисою Денисенко). Опубліковано на порталі «Український тиждень», 18.08.2010:
- «Прагматизм успіху» (розмова з письменником Андрієм Курковим). опубліковано в часописі «Український тиждень», № 23 (136) 11.06.2010:
- «Лише демократія є легітимним устроєм» (розмова з філософом права Філіпом Рено). надруковано в часописі «Український тиждень», № 22 (135) 04.06.2010:
- «Мислити значить навчитися жити» (розмова з філософом Мішелем Онфре). надруковано у часописі «Український тиждень», № 13 (126) 01.04.2010 (у співавторстві з Наталею Петринською): [недоступне посилання з лютого 2019]
- «Логіка демократії» (розмова з істориком філософії Флораном Ґенаром). Оприлюднено у часописі «Український тиждень», № 45 (158) 05.11.2010:
- «Nova vita філософії» (розмова з соціальними філософом Олів'є Ремо). Надруковано в часописі «Український тиждень», № 46 (159) 14.11.2010): [недоступне посилання з лютого 2019]
- «Давайте слухати реальність» (розмова з політичним філософом П'єром Хасснером). Інтерв'ю взяте у співавторстві з Жанною Безп'ятчук. Український тиждень, № 51, 17-23 грудня, 2010:
- «Без страху перед історією» (розмова з істориком Тимоті Снайдером). Інтерв'ю взяте у співавторстві з Жанною Безп'ятчук. Український тиждень, 1 березня, 2011:  [Архівовано 17 жовтня 2011 у Wayback Machine.]
- Дмитро Стецько: ми не шукаємо свого (розмова з художником Дмитром Стецьком). Буквоїд, 14 листопада, 2013:  [Архівовано 22 листопада 2013 у Wayback Machine.]
- Матвій Вайсберґ: як працює мистецтво прямої дії (розмова з художником Матвієм Вайсберґом на порталі «Висновки»:

### Інтерв'ю з Анатолієм Дністровим
- Анатолій Дністровий: Я слабкий і залежний від свого «Я» (Українська правда. Життя. 01.02.2010):  [Архівовано 30 квітня 2011 у Wayback Machine.]
- Анатолій Дністровий: «Виступаю за те, щоб зростала політична культура не політиків, а соціуму» (Українська слово, 14 січня 2010).
- Анатолій Дністровий: «Я — Жуков» (Українська правда. Життя, 17.09.2008):  [Архівовано 23 січня 2022 у Wayback Machine.]
- Анатолій Дністровий: У сильної людини кар'єрою є творчість (День, № 192-193, п'ятниця, 22 жовтня 2010):
- Анатолій Дністровий: «…В письменстві, тихих‘ культур ще вловимий запах слова…» (Український журнал, № 11, 2008):  [Архівовано 18 липня 2014 у Wayback Machine.]
- Анатолій Дністровий: «Країна реально в дупі бачила своїх героїв» (Літакцент, 19 листопада 2010):  [Архівовано 4 лютого 2012 у Wayback Machine.]
- Анатолій Дністровий: «Мене називають Макаренком у прозі…» (газета «Свобода», (Тернопіль), № 84, 17 жовтня 2008, с.8).
- Анатолій Дністровий: «Дуже агресивно ставлюся до навкололітературних отруєнь»// Українська літературна газета, №(2)8, 22 січня 2010: [недоступне посилання з червня 2019]
- Дилетант у всіх життєвих сферах (Українська правда. Життя. 30.06.2008):  [Архівовано 27 серпня 2008 у Wayback Machine.]
- Дністровий хотів стати пінгвіном (1+1 news, 21.03.2008): [недоступне посилання з червня 2019]
- Анатолій Дністровий: «Пишу про сучасне урбаністичне життя». Березіль, № 5-6, 2003.
- Анатолий Днистровый. «Литературным трудом у нас не проживеш». Власть и политика, 13-19 февраля, 2004.
- Анатолій Дністровий: «Філологічно» значить… нечесно". Українське слово. 8-14 серпня 2002.
- «Книжковий Кошик» № 60 Анатолій ДНІСТРОВИЙ (ч.2):  [Архівовано 19 квітня 2016 у Wayback Machine.]
- Жанна Куява. 15 фактів про Дністрового, котрих дотепер ми не знали (Друг читача, 19 січня 2015):  [Архівовано 23 січня 2015 у Wayback Machine.]
- "Я в літературі абсолютний маргінал" [Текст] : [за матеріалами розм. з А. Дністровим / записала] А. Золотнюк // Вільне життя плюс. — 2011. — № 51 (1 лип.). — С. 5.
- Анатолій Дністровий: «Я дуже хочу, щоб мої діти мали найрізноманітніші зацікавлення»  [Архівовано 5 березня 2016 у Wayback Machine.]
- 10 незвичних фактів про Анатолія Дністрового
- Мій колекціонер програє феміністці — письменник Анатолій Дністровий [Архівовано 7 серпня 2019 у Wayback Machine.]
- Ретророман про 2005—2013 роки — Анатолій Дністровий про свій роман «Б-52» [Архівовано 6 листопада 2019 у Wayback Machine.]

## Рецензії, статті
- Maxim Tarnawsky. Images of Bonding and Social Decay in Contemporaty Ukrainian Prose: Raeding Serhii Zhadan and Anatoli Dnistrovy// Contemporary Ukraine on the Cultural Mar of Europe/ Edited by Larissa M.L. Zaleska Onyshkevych and Maria G. Rewakowicz. — Armonk — London: M.E.Sharpe, 2009, p. 264-274.
- Філоненко Н. М.. Мотив інакшості як екзистенційна категорія в прозі Анатолія Дністрового // Вісник ЛНУ імені Тараса Шевченка, № 6 (217), Ч. ІІ, 2011, с.42-46.
- Юлія Почебут. Актуалізація есхатологічного міфу в оповіданні Анатолія Дністрового «Біла дівчинка»:
- Світлана Матвієнко. Двері, які, напевно, є // Art Line. — 1999. — Ч. 6-7. — С. 16-18.
- Ярослав Голобородько. Аксесуари «конкретної прози» (марґінальний простір Анатолія Дністрового). Київська Русь, книга VII, 2006.
- Ярослав Голобородько. Інвестиції «реалу»: прозовий портал Анатолія Дністрового. Книжник review, № 6, 2006.
- Ярослав Голобородько. Анатолій Дністровий — романний тріал як діґґер-клаб/ Ярослав Голобородько. Артеґраунд. Український літературний істеблішмент. Київ: Факт, 2006.
- Тетяна Трофименко. Чи далеко пацику до дрозофіли? / ZAXID.NET, 07.12.2010:
- Іван Андрусяк. Пацики й імовірність майбутнього/ Книжник review, № 22, 2003.
- Соня Мармеладова. Польові дослідження тернопільських пациків. Кур'єр Кривбасу, липень 2005, № 188.
- Иван Андрусяк. Педагогический роман: выпущенные издательством «Факт» «Пацики» Анатолия Днистрового можно рассматривать и как украинский ответ тупорылой «Бригаде»/ Столичные новости, № 18, 17-23 мая, 2005.
- Ростислав Семків. Блов-ап Дністрового// Книжник review, № 8-9, 2005.
- Анастасія Гречанівська. Український Берджес// Україна молода, № 125, 12.07.2005.
- Дмитро Стус. Чоловіки сповідаються// Дзеркало тижня, № 25, 2-8 липня 2005.
- Експерти ВВС про роман «Дрозофіла над томом Канта»  [Архівовано 2 листопада 2010 у Wayback Machine.]
- Олег Коцарев. Сентиментальна дрозофіла // Літакцент, 21 листопада 2010:  [Архівовано 2 квітня 2014 у Wayback Machine.]
- Володимир Єрмоленко. Автономія Орфея // Український журнал, № 4, 2009:  [Архівовано 5 березня 2016 у Wayback Machine.]